# Bajtar Mihale in drugi spisi

Bajter Mihale in drugi spisi (1938) sodijo med  Bevkovo pripovedno prozo. 

## Ideja in motivi
Mihale nekajkrat letno zapade v odvisnost od alkohola. Po smrti žene Malije za hrano dela pri Pologarju. Pologarjev namen je z majhnimi posojili odkupiti Mihalejevo hišo in laz. 

## Vsebina
Na dan po godu svetega Jurija je žena Malija poslala Mihaleja na trg, z namenom, da proda kravo. Mihale je bil sprva začuden, da je poslala njega, ki ne zna kupovati in prodajati, a žena se je slabo počutila. Ker se ni znal pogajati, je kravo prodal prepoceni. Takrat je Mihale trpel za strašno željo in krizo po alkoholu. Ko je prodal kravo, je odšel v krčmo, kjer je preživel približno teden dni in zapil ves denar.
Doma zaradi sramu ni stopil v hišo k ženi, ampak se je takoj odpravil na delo. Po takšnih pijančevanjih je po prihodu domov delal s strastjo, brez usmiljenja, dokler ni izgubil občutka sramu in gnusa nad samim seboj. Tokrat je bilo v hiši vse tiho, Malije ni nikjer videl. Zvečer je ženo našel bolno na postelji in se zavedal, da se je to pomlad žena spremenila, da je zbolela. Malijo so vozili k zdravniku na preglede, ki so bili dragi. Ob koncu poletja sta bila obubožana, zato si je Mihale sposodil denar pri Pologarju, kjer si ga je že dvakrat prej njegova žena. Kasneje je vsakič, ko jima je zmanjkalo denarja ali ko je začutil željo po pijači, odšel in si sposodil denar pri Pologarju. Maja Pologar ni več želel posoditi denarja in Mihale se je razjezil nad ženo, da je njena bolezen kriva, njunega pomanjkanja denarja. Še tisti dan je Malija umrla, na njen pogreb je prišla tudi hčerka Angelca, ki se ni želela vrniti iz mesta nazaj domov.
Mihale je po pogrebu životaril, primanjkovalo mu je hrane, mučila ga je globoka želja po vinu. S Pologarjem sta se dogovorila, da le ta postane lastnik laza, ki je bil kupljen s posojili. Ko sta v mestu naredila prepis, je šel Mihale za tri dni v krčmo. Prebudil se je v svoji hiši, brez vedenja kaj je delal in kje je bil v času pijančevanja. V želji po delu je želel pustoto spremeniti v tri laze, a njegovo početje je bilo brez smisla, saj je bila tam zemlja čisto nerodovitna. Ko ga je srečala Pologarica, ga je povabila, da naj pride k njim jest, kadar bo lačen. Od takrat je odhajal Mihale čez dan na delo in k hrani k Pologarjevim. Čeprav je delal cele dneve, mu Pologar dela ni plačeval. Mihale se je jezil, ni vedel kaj naj stori. Imel je močno željo po pijači in tobaku, a je bil brez denarja. 
Nekega dne ga je prosil Klančar, da bi pomagal kositi. Mihale je pri Klačarju kosil cel teden, nakar je tri dni popival v krčmi. S Pologarjem sta se zaradi tega sprla in šele Pologarica ga je prepričala, da je ostal. Mihale je začel ljudem lagati, da se bo hčerka Angelca poročila, nato pa bo lahko Mihale pri njej živel. Denar, ki mu ga je poslala, je zapil v krčmi.
Ker je bil Pologar občinski zaupnik, je jeseni na eni izmed sej izvedel, da Angelca ni poročena, je noseča in bo v breme občini, za kar je Mihaleja obtožil laganja. Mihale se je odločil maščevati se za to ponižanje. V hlevu je našel zavojčke tobaka, kave in cigaret, s čimer je služil Pologarjev mlajši sin. Mihale se je odpravil v mesto, da bi ga ovadil in se s tem maščeval Pologarjevim. Ker ni bil dovolj pogumen, da bi podal ovadbo, ga je stari Peternelj prepričal, da je šel z njim v krčmo. Ob vstopu v krčmu, so vsi ljudje utihnili, saj so se pred tem pogovarjali o Mihaleju. Mihale se odloči, da se bo napil in kasneje obračunal s Pologarjem. Ko so se vsi odpravili iz krčme, je Pologar predlagal Mihaleju, da bi šla.
Ko sta hodila domov, Pologar ni imel tako velikih težav s hojo kakor Mihale, saj ni bil tako močno pijan. Mihale se je odločil se z njim pogovoriti, prosil ga je, da bi mu dal denar, a izkazalo se je, da je bil Pologarjev načrt s posojili pridobiti še Mihalejevo hišo. Temu se Mihale upre, rajši jo bo zažgal, kakor da mu jo proda. Mihale in Pologar se spreta in pričneta pretepati. Pologar pretepa Mihaleja, ki omedli.
Zbudi se v svoji bajti, ob njem je hčerka Angleca, ki ni več sijoče lepa, ampak se ji na obrazu vidi, da ni več tako gosposka. Ker je bila Angelca v mestu prevarana, umrl ji je tudi otrok, se je odločila vrniti se nazaj domov. Pologarja so zaprli in ga kmalu tudi izpustili zaradi pomanjkanja dokazov. Mihale je pred smrtjo zapustil bajto hčerki, s prošnjo da je ne sme prodati Pologarju. Za hišo se je zanimal samo Pologar, ki jo je tudi kupil. 